# Almirante Latorre (DLH-14)
Il Almirante Latorre (pennant number DLH-14) è stato un cacciatorpediniere della Marina Militare del Cile, in servizio dal 1986 al 1998. Fu costruito originariamente per la Royal Navy nel 1962, e dopo 20 anni di servizio fu venduto alla marina cilena, ed intitolato all'Ammiraglio Juan José Latorre, eroe della guerra con il Perù e uno dei protagonisti della battaglia di Angamos (8 ottobre 1879).

## Storia
Costruito originariamente per la Royal Navy con il nome di Glamorgan presso il cantiere navale Vickers-Armstrongs di Newcastle upon Tyne tra il 1962 e il 16 novembre 1964, entrò ufficialmente in servizio il 14 ottobre 1966. L'armamento originale si componeva di quattro pezzi Vickers Mk.6 da 114/45 mm suddivisi in due impianti binati, 2 lanciamissili quadrupli per missili superficie-aria Short GWS.21 Sea Cat, 1 lanciamissili binato per missili superficie-aria Hawker Siddeley GWS.2 Seaslug Mk.2, 2 complessi trinati per siluri ASW e un elicottero antisommergibile Westland Wessex HAS Mk.3. Tra il 1971 e il 1973 l'unità fu sottoposta a lavori di modifica che comportarono lo sbarco della torre B da 114/45, sostituita da quattro contenitori-lanciatori per missili antinave superficie-superficie Aérospatiale MM-38 Exocet. Verso la metà degli anni settanta la Royal Navy si rese conto che la versione GWS.2 Seaslug Mk.2 sviluppata dalla Hawker Siddeley, che aveva anche limitate capacità antinave, non garantiva più una buona protezione antiaerea alle unità di superficie, e l'unità fu ammodernata nel sistema di comando e controllo  Il Glamorgan prese parte alle operazioni di riconquista delle isole Falkland (19 maggio-14 giugno 1982) dove fu gravemente danneggiato da un missile MM.38 Exocet lanciato da una improvvisata batteria costiera argentina.
Dopo essere stata riparata l'unità riprese servizio attivo con armamento modificato in quanto i lanciatori per missili Sea Cat, vennero rimpiazzati da due impianti singoli per cannoni antiaerei Bofors L60 da 40/60 mm ad azionamento elettrico. Il 1 ottobre 1986 il Glamorgan venne trasferito all'Armada de Chile, ricevendo la designazione di DLG-14 e il nome di Almirante Latorre. Arrivato in Cile i cannoni da 40/60 furono rimpiazzati da due Bofors Mk.9 da 40/56 in quanto sul territorio nazionale non esisteva munizionamento per il precedente tipo.  Dopo la cessione al Cile dei similari Capitán Prat e Almirante Cochrane avvenuta nel 1982-1984, nel 1985 fu avviato un programma congiunto anglo-cileno che comprendeva la cessione al Cile di tutti i missili Sea Slug in carico alla Royal Navy, la sostituzione dei motori dei missili, e l'introduzione di migliorie al sistema di guida.
Nel corso degli anni novanta del XX secolo l'unità fu sottoposta a lavori di ammodernamento presso il cantiere navale ASMAR (AStilleros y Maestranzas de la ARmada) di Talcahuano. 
Al posto dei cannoni da Bofors Mk.9 da 40/56 furono installati due lanciatori verticali a 8 celle per missili superficie-aria IAI Barak 1 associati al radar di tiro Elta EL/M 22R AMDR (Automatic Missile Detection Radar), un sistema di comando e controllo SIS-DFA SP-100, un sistema ESM di provenienza israeliana Elisra 9003 un radar di scoperta aerea Marconi Type 966 in sostituzione del precedente Type 965, un sonar d'attacco ad alta frequenza Kelvin Hughes Type 162M al posto del precedente Type 170, e un sistema di inganno siluri SLQ-25 Nixie.

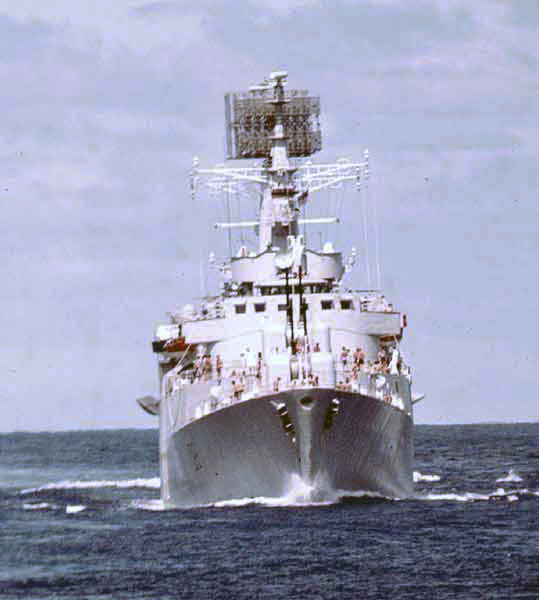
Il cacciatorpediniere D 19 Glamorgan in navigazione nell'Oceano Atlantico nel gennaio 1972

Il 30 dicembre 1998 l'unità fu posta in riserva e poi definitivamente radiata e venduta per la demolizione. A causa delle precarie condizioni dello scafo il cacciatorpediniere affondò durante le operazioni di rimorchio l'11 agosto 2005.

### Annotazioni
1. ↑  I dati dell'armamento e dell'elettronica sono riferiti all'entrata in servizio.
2. ↑  I fondi a disposizione garantivano l'ammodernamento di solo tre unità del secondo lotto della Classe County, fu deciso di escludere dai lavori il Norfolk.
3. ↑  Si trattava di un missile superficie-aria supersonico a corto raggio con guida semiattiva (SAHR).
4. ↑  Costruito in Cile dal compartimento elettronico dei cantieri navali ASMAR con l'assistenza della ditta inglese Ferranti.
5. ↑  Vennero anche apportate migliorie all'impianto binato da 114/45 mm, ai contenitori-lanciatori per missili Exocet, resi capaci di operare con i più leggeri MM.40 imbarcati sulle fregate Classe Leander, e ai lanciasiluri trinati, ora equipaggiati solamente con siluri Honeywell Mk 46.
6. ↑  Secondo alcune fonti l'unità fu posta in riserva per problemi strutturali dovuti ai danni subiti nel 1982, secondo altre solo per problemi di bilancio.

### Fonti
1. 1 2 3 4 5  Chant 2014, p. 210.
2. ↑  La sigla significa Automatic Data Automation Weapon System.
3. ↑  Drago, Boroli 1992-94, p. 15.
4. 1 2 3 4  Colledge, Warlow 2006, p. 141.
5. ↑  Anthony Cooke, Emigrant ships: the vessels which carried migrants across the world, 1946–1972, Carmania Press, 1992, ISBN 0-9518656-0-9, p. 32.
6. ↑  Bernard Fitzsimmons, The Illustrated Encyclopedia of 20th Century Weapons and Warfare 7. Columbia House, New York, 1978, p. 749.
7. 1 2 3  Da Frè 2000, p. 65.

### Periodici
- Giuliano Da Frè, L'Armada de Chile nel XXI secolo, in Rivista Italiana Difesa, n. 6, Chiavari, Giornalistica Cooperativa Riviera s.r.l., giugno 2000,  pp. 64-71.